# Jean-Claude Andruet
Jean-Claude Andruet, född 13 augusti 1942 i Montreuil är en fransk rally- och racerförare.
Andruet blev europamästare i rally 1970.